# Kinotavr 2011
Le Kinotavr 2011, 22e édition du festival, s'est déroulé du 4 au 11 juin 2011.

## Déroulement et faits marquants
Le film Indifference d'Oleg Fliangolts remporte le Grand Prix, Bakour Bakouradzé remporte le Prix de la mise en scène pour Le Chasseur et le Prix du meilleur premier film est remis au film Bablo de Konstantin Buslov.

## Sélection

### En compétition[2]
- Bablo de Konstantin Buslov
- The Bedouin d'Igor Volochine
- No Men d'Alisa Khmelnitskaya et Rezo Gigineishvili
- Indifference d'Oleg Fliangolts
- Vdrebezgi de Roman Karimov
- Gromozeka de Vladimir Kott
- Fly By de Sergueï Shvydkoi et Fuad Ibragimbekov
- My Father Baryshnikov de Dmitri Povolotsky et Mark Drugoi
- Brothel Lights d'Alexander Gordon
- Le Chasseur (Охотник) de Bakour Bakouradzé
- Portrait au crépuscule (Портрет в сумерках) d'Angelina Nikonova
- Patria O Muerte de Vitali Manski
- The Dry Valley d'Alexandra Strelianaya
- The Practice in Beauty de Viktor Chamirov

## Palmarès[3]
- Grand Prix : Indifference d'Oleg Fliangolts.
- Prix de la mise en scène : Bakour Bakouradzé pour Le Chasseur (Охотник).
- Prix du meilleur premier film : Bablo de Konstantin Buslov.
- Prix du meilleur acteur : Constantin Youchkevitch pour son rôle dans The Practice in Beauty.
- Prix de la meilleure actrice : Tatiana Shapovalova pour son rôle dans Le Chasseur.
- Prix du meilleur scénario : The Practice in Beauty.